# Finale della Coppa dei Campioni 1971-1972 (hockey su pista)
La finale della 7ª edizione della Coppa dei Campioni fu disputata in gara d'andata e ritorno tra gli italiani del Novara e gli spagnoli del Reus Deportiu. Con il punteggio complessivo di 13 a 10 fu il Reus Deportiu ad aggiudicarsi per la sesta volta il trofeo.

## Le squadre
| Squadre       | Partecipazioni precedenti (il grassetto indica la vittoria) |
| ------------- | ----------------------------------------------------------- |
| Novara        | 1971                                                        |
| Reus Deportiu | 1967, 1968, 1969, 1970, 1971                                |

## Il cammino verso la finale
Il Reus Deportiu esordì nel torneo al primo turno dove ebbe la meglio sui connazionali del Noia; ai quarti di finale eliminò i tedeschi del Walsum mentre fu esonerato dal disputare la semifinale. Il Novara invece eliminò agevolmente la compagine belga del Rolta nel primo turno con un punteggio complessivo di 22 a 8 e la squadra francese del Coutras ai quarti di finale; infine in semifinale eliminò gli angolani del Lourenço Marques rappresentanti del Portogallo.

## Tabellini

### Andata
| Novara 23 settembre 1972 | Novara | 10 – 2 | Reus Deportiu | Palazzetto dello sport |

| Novara             |  |                       |
|                    |  |                       |
| P                  |  | Mario Romussi         |
| E                  |  | Gianpietro Aina       |
| E                  |  | Beniamino Battistella |
| E                  |  | Daniele Maderna       |
| E                  |  | Erasmo Marcon         |
| E                  |  | Franco Mora           |
| E                  |  | Robert Olthoff        |
| E                  |  | Ennio Romagnoli       |
| E                  |  | Renzo Zaffinetti      |
| P                  |  | Andreino Maremma      |
| Allenatore:        |  |                       |
| Ferruccio Panagini |  |                       |

| Reus Deportiu |  |                    |
|               |  |                    |
| P             |  | Santiago Garcia    |
| E             |  | Manuel Boronat     |
| E             |  | Maxim Fallada      |
| E             |  | Albert Montala     |
| E             |  | Jose Rabassa       |
| E             |  | Joan Sabater       |
| E             |  | Joan Salvat        |
| E             |  | Joaquin Vilallonga |
| Allenatore:   |  |                    |
| Andres Borras |  |                    |

### Ritorno
| Reus 30 settembre 1972 | Reus Deportiu | 11 – 0 | Novara |  |

| Reus Deportiu |  |                    |
|               |  |                    |
| P             |  | Santiago Garcia    |
| E             |  | Manuel Boronat     |
| E             |  | Maxim Fallada      |
| E             |  | Albert Montala     |
| E             |  | Jose Rabassa       |
| E             |  | Joan Sabater       |
| E             |  | Joan Salvat        |
| E             |  | Joaquin Vilallonga |
| Allenatore:   |  |                    |
| Andres Borras |  |                    |

| Novara             |  |                       |
|                    |  |                       |
| P                  |  | Mario Romussi         |
| E                  |  | Gianpietro Aina       |
| E                  |  | Beniamino Battistella |
| E                  |  | Daniele Maderna       |
| E                  |  | Erasmo Marcon         |
| E                  |  | Franco Mora           |
| E                  |  | Robert Olthoff        |
| E                  |  | Ennio Romagnoli       |
| E                  |  | Renzo Zaffinetti      |
| P                  |  | Andreino Maremma      |
| Allenatore:        |  |                       |
| Ferruccio Panagini |  |                       |